# Новые правые (Дания)
«Новые правые» (дат. Nye Borgerlige — «Новые буржуа») — парламентская популистская ультраправая оппозиционная политическая партия Дании. Основана в 2015 году двумя бывшими членами Консервативной народной партии — Пернилле Вермунд и Петером Сайером Кристенсеном. На местных выборах 2017 года получила одно место в муниципальном совете Хиллерёда. Впервые попала в парламент Дании (фолькетинг) по результатам выборов 2019 года, на которых получила 4 из 179 мандатов.
Партия «Новые правые» выступает за ужесточение миграционной политики, выход из Европейского союза и части международных соглашений, снижение налогов и сокращение социальных льгот и гарантий.
В конце 2020 года партия оплатила публикации в датской ежедневной газете Berlingske и датской еженедельной газете Weekendavisen объявлений с карикатурами на исламского пророка Мухаммеда. Деньги (67 тысяч евро) были собраны с помощью краудфандинга.
В октябре 2022 в эфире радио DR P1 член «Новых правых» Метте Тисен заявила, что старики в праве отказаться от услуг социального работника по уходу за стариками, если та носит хиджаб (является представителем мусульманской веры). На встречный вопрос, могут ли пожилые люди в таком случае отказаться от услуг работников, являющихся представителями ЛГБТ, итальянцами или евреями, та ответила что старики в праве отказаться от услуг любого из них. После этого партию обвинили в антисемитизме.
По результатам выборов 2022 года партия получила шесть мандатов в фолькетинге. Через шесть дней после выборов партию покинула Метте Тисен, избранная в фолькетинг. В феврале 2023 года она присоединилась к Датской народной партии.
В январе 2023 года Пернилле Вермунд объявила об уходе с поста лидера партии, а депутат фолькетинга Миккель Бьёрн покинул партию и присоединился к Датской народной партии. 7 февраля Ларс Бойе Матисен избран единогласно новым лидером на безальтернативных выборах. Заместитель лидера партии Генриетта Эргеманн ушла в отставку в феврале, через две недели после избрания на фоне скандала в СМИ из-за ряда её заявлений по поводу пандемии COVID-19. 9 марта Ларс Бойе Матисен был исключён из партии из-за споров относительно своей зарплаты и финансирования избирательной кампании. Сооснователь Петер Сайер Кристенсен ушёл на больничный, после того как у него диагностировали рак. После его ухода партию в фолькетинге представляли только два депутата: Пернилле Вермунд и Ким Эдберг Андерсен. На ежегодном собрании 28 октября Пернилле Вермунд была избрана лидером партии.
10 января 2024 года партия объявила о самороспуске.
На партийном съезде 27 апреля 2025 года на острове Фюн политическим лидером избрана Сусанна Борггор, которая сменила Мартина Хенриксена, который ушёл из политики. На пост претендовало пять кандидатов.

## Участие в выборах
| Выборы | Количество голосов | Процент голосов | Количество мандатов |
| ------ | ------------------ | --------------- | ------------------- |
| 2019   | 83 228             | 2,4 %           | 4                   |
| 2022   |                    | 3,7 %           | 6                   |